# Mateo Figoli
Mateo Figoli Martinez (Maldonado, 3 agosto 1984) è un calciatore uruguaiano, attaccante dell'Ituzaingó.

## Carriera
Mateo Figoli Martinez nasce calcisticamente nel Deportivo Maldonado, società della prima serie uruguaiana. All'età di 19 anni va a giocare nell'Atenas, nella seconda serie uruguaiana. La sua prima esperienza europea avviene nel 2004, non ancora ventenne, quando passa al Kriens, nella Challenge League, seconda serie svizzera. Nel 2005 torna in Uruguay, per giocare nel Rampla Juniors dove segna 6 goal. Successivamente gioca nel Querétaro, nel Puebla e nel Danubio, società di vertice del campionato uruguaiano con la quale può disputare la Coppa Libertadores.
Nel sessione estiva di mercato del 2008 passa alla Triestina, mentre nel dicembre 2009 passa al León.